# Kamienie jeleni
Kamienie jeleni (mong. Буган чулуун хөшөө – trb. Bugan czuluun chöszöö) – skalne bloki znajdujące się głównie na Syberii i w Mongolii, na których przedstawiono wizerunki zwierząt lecących do nieba, przeważnie reniferów i jeleni. Obiekty te występują pojedynczo lub w grupach, często w bezpośredniej bliskości kurhanów pochówkowych (tzw. chirgisüür) oraz innych zabytków, takich jak stele czy groby.
Pierwsze kamienie jeleni powstały prawdopodobnie w połowie epoki brązu w środkowej Mongolii. Następnie na początku epoki żelaza rozpowszechniły się na terenie całej Mongolii, południowej Syberii oraz w niektórych krajach Azji i Europy.
Wielkość kamieni waha się od 1 do 4 m wysokości, 20–40 cm grubości i 30–80 cm szerokości. Są one najczęściej granitowe lub łupkowe w zależności od rodzaju skały występującej w okolicy. Wierzchołki są płaskie, zaokrąglone, ścięte lub wykruszone, co wskazuje na celowe zniszczenie. Większość kamieni jest skierowana na wschód. Ich nazwa wywodzi się od wysoce artystycznych przedstawień zwierząt. Często są to wizerunki antropomorficzne – oblicza mają elementy ludzkiej twarzy, natomiast torsy są zwierzęce (jeleni, łosi, reniferów, sporadycznie także koni i koziorożców). W dolnych częściach umieszczono również przedstawienia różnej broni i konnych jeźdźców. Badacze uważają, że tak skomplikowane i czasochłonne figury były wykonywane dla przywódców i zasłużonych wojowników plemiennych.
Dotychczas zidentyfikowano ok. 1200 kamieni z czego 550 w Mongolii. Pomimo systematycznej dokumentacji i badań archeologicznych, wciąż niewiele wiadomo o ich historii, przeznaczeniu i funkcjach społeczno-kulturowych.
Istnieje natomiast kilka teorii na temat ich pochodzenia. Według archeologów Dymitra Sawinowa oraz M.H. Mannai-Oola kamienie mogą mieć związek z kultami animistycznymi oraz szamanizmem. Ziemia pod kamieniami oraz wokół nich często zawiera zwierzęce szczątki. Nie stwierdzono natomiast żadnych szczątków ludzkich, co dyskredytuje teorię, że kamienie mogły pełnić funkcję nagrobków. Jednakże symbole na kamieniach i obecność ofiarnych zwierząt, według archeologów może wskazywać na funkcje religijne, gdzie odprawiano np. szamańskie rytuały.
W 2023 roku znajdujące się w czterech lokalizacjach na terenie Mongolii (Chojd Tamir, Dżargalantyn Am, Urtyn Bulag, Uuszigiin Owor) kamienne bloki z wizerunkami jeleni oraz związane z nimi miejsca z epoki brązu wpisane zostały na listę światowego dziedzictwa UNESCO.